# Valuación
En finanzas, la valuación o valoración de activos es el proceso de estimar el valor de un activo (por ejemplo: acciones, opciones, empresas o activos intangibles tales como patentes y marcas registradas) o de un pasivo (por ejemplo: títulos de deuda de una compañía). El proceso de valuación es muy importante en muchas situaciones incluyendo análisis de inversión, presupuesto de capital, Fusiones y Adquisiciones, etc.
Es importante observar que la valuación es tanto un arte como una ciencia porque requiere del juicio del profesional interviniente. 
Estos profesionales pueden ser de múltiples disciplinas pero deben estar acreditados por las instituciones normativas del campo o mercado relacionado. Esto significa que conocen las normas nacionales y que están autorizados para realizar estos juicios de valor.  
Generalmente se utilizan varios métodos de valuación en diferentes escenarios, obteniéndose distintas valuaciones del activo objetivo en función del método empleado y el escenario elegido. De esta forma, puede apreciarse que los métodos de valuación no son excluyentes entre sí, sino que la utilización de más de uno de ellos, permite a los analistas ofrecer una opinión que contemple distintos puntos de vista.
También es importante darse cuenta de la importancia que tiene para el funcionamiento de la economía determinar correctamente el valor de los activos. Por ejemplo, si una empresa con un gran futuro, que puede transformar un sector de la economía no es valorada adecuadamente y al vender sus participaciones en el mercado recibe solo una cantidad pequeña de financiamiento, entonces dicha transformación no se va a dar. Igualmente si una empresa mediocre logra una valuación alta que le otorga grandes cantidades de fondos de los inversionistas, estos recursos se desperdiciarán. Es decir, en otras palabras, los valores de los activos son las señales del mercado que resultan de la asignación de los recursos de los accionistas y a su vez sirven para la asignación de otros recursos en el futuro.
 Por esta misma razón es importante diseñar la regulación de los mercados financieros para que esta valuación se apegue al valor esencial de los activos independientemente de los vaivenes de los intermediarios financieros y tratando de evitar la manipulación de los precios por parte de distintos agentes.

## Valuación de activos financieros
La valuación de activos financieros se hace usando uno o más de estos métodos o modelos:
- Modelos de valuación absolutos: determinan el valor estimando los flujos de fondos futuros previstos del activo descontados a su valor actual conocido como Método Flujos de Fondos Descontados (DCF por su sigla en inglés).
- Modelos de valuación relativos: determinan el valor basado en los precios de mercado de activos similares.
- Modelos de valuación de Opciones: se utiliza para ciertos tipos de activos financieros derivados (ej.: warrants, opciones sobre acciones, opciones sobre otra clase de activos, futuros, etc.) son modelos complejos del valor actual. El método más común usado es el modelo para la valoración de opciones comunes.

## Valuación de empresas
Realizar una correcta valuación de empresas depende en gran parte de la confiabilidad de la información financiera de la compañía. En las empresas con emisión pública de acciones los Estados Financieros o Estados Contables son revisados por contadores públicos y supervisados por el ente control estatal respectivo (en Argentina la Comisión Nacional de Valores). En tanto las compañías privadas no tienen ese control.
La información financiera inexacta puede conducir a la sobre o infravaloración. Por estas múltiples razones, en una adquisición, el comprador suele ordenar una Auditoría de compra o “Due Dilligence” para validar las informaciones provistas por el vendedor.
Los estados financieros se preparan de acuerdo con las normas contables vigentes en cada país (USGAAP en los Estados Unidos, Normas Contables Profesionales de la F.A.C.P.C.E. en la Argentina, etc.) y expresan los valores de los activos a su valor de costo o reposición.
La valuación de empresas es un proceso complejo que comprende una serie de etapas que los analistas encargados de la realización deben completar, a saber:
- Conocer la empresa y su cultura.
- Conocer al management de la empresa.
- Conocer el negocio y su entorno.
- Prever el futuro del sector y de la compañía.

Una vez cumplidas las etapas antedichas, se está en condiciones de obtener la valoración de la empresa en cuestión. La valuación no es una ciencia exacta, no existe un único valor para una compañía, sino un rango de posibles valores financiero.

## Valuación inmobiliaria
La tasación inmobiliaria, valoración inmobiliaria, avalúo inmobiliario o valuación inmobiliaria corresponde a la tasación comercial de un bien raíz. Es la valoración del precio de mercado de un bien inmueble en un momento determinado. En esta tasación se genera un documento que determina el valor del inmueble en el momento en el que se efectúa, tiene un tiempo de validez para realizar distintos trámites relacionados con este tipo de activos. 
Este documento está elaborado por un profesional, generalmente un tasador con suficientes credenciales (Ingeniero Civil, Arquitecto, Economista, Agrimensor, etc.) y, contiene entre otras, la información fiscal, la antigüedad del inmueble, el estado de conservación y mantenimiento, la información legal, la finalidad del avalúo, la metodología utilizada, las memorias de cálculos, la identificación e individualización del bien y su ubicación clara con linderos y coordenadas geográficas, el tamaño o la superficie, la calidad de construcción y la edad aparente y vida útil económica sobrante  de la edificación, etc. Sirve para conocer el precio de un bien y es un documento necesario para tramitar créditos, ya que ahí se inicia el valor de la vivienda, información que se utiliza para determinar el valor de la operación de crédito y le permite a la institución donde se tramita, conocer el valor de la garantía. En algunas entidades federativas, las autoridades solicitan para la escritura una tasación catastral para el cálculo del impuesto de traslado de dominio. Por lo que antes de adquirir una vivienda se necesita saber si es requerida. Esto lo realiza un especialista en el área de tasación, mediante una metodología capaz de tomar variables específicas para determinar dicho valor

## Métodos de Valuación
Cada método de valuación tiene un riesgo inherente de error, por esta razón, los analistas utilizan generalmente más de un método en forma simultánea. De esta forma se obtiene una serie de datos basados en diversos escenarios y metodologías que posibilitan disminuir el riesgo de desvío y una valoración más precisa.

### Modelos de valuación absolutos
Método Flujos de Fondos Descontados (DCF por su sigla en inglés): Consiste en calcular los flujos de liquidez futuros ajustados según su valor en el tiempo, descontados a una tasa que represente el costo de oportunidad de obtención del capital empleado. El valor total de la empresa se compone del valor actual de los flujos de fondos dentro del período de pronóstico más un valor de continuación que represente los fondos de liquidez después del período del pronóstico.

### Modelos de valuación relativos
Determinan el valor basado en los precios de mercado de activos similares, consiste en determinar el valor de una compañía tomando como base el valor de una compañía similar.
- El múltiplo más ampliamente utilizado es el coeficiente precio-ganancias (PER por Price Earnings Ratio) de una empresa similar que actúe en la misma industria.[5]

- Otros múltiplos: En sectores donde existe información general de varias compañías comparables, suelen usarse múltiplos de indicadores de las empresas del sector que relacionan el valor de la empresa (VA) con algún parámetro que se estima relevante a efectos de valorar la compañía.
  - VA / Ventas Netas
  - VA / EBITDA (Resultado antes de intereses, impuestos y amortizaciones)
  - VA / EBIT (Resultado antes de intereses e impuestos)
  - También se utilizan múltiplos referidos a variables propias del mercado en cuestión, como cantidad de abonados, cantidad de m² afectados a la actividad, etc.

## El estudio académico de la valuación de activos
Desde el punto de vista académico, lo que se estudia en el tema de valuación de activos es: ¿cuáles son los modelos que pueden racionalizar los valores y los retornos de distintos activos en distintos momentos de tiempo?. Por un lado se estudia que características hacen que algunos activos paguen mayores retornos que otros, a lo que se le llama el estudio en corte transversal o ´cross section´. Por otro lado se estudia que situaciones hacen que los retornos esperados de la gran mayoría de los activos incrementen o desciendan en distintos momentos del tiempo o ´time series´.